# Musical

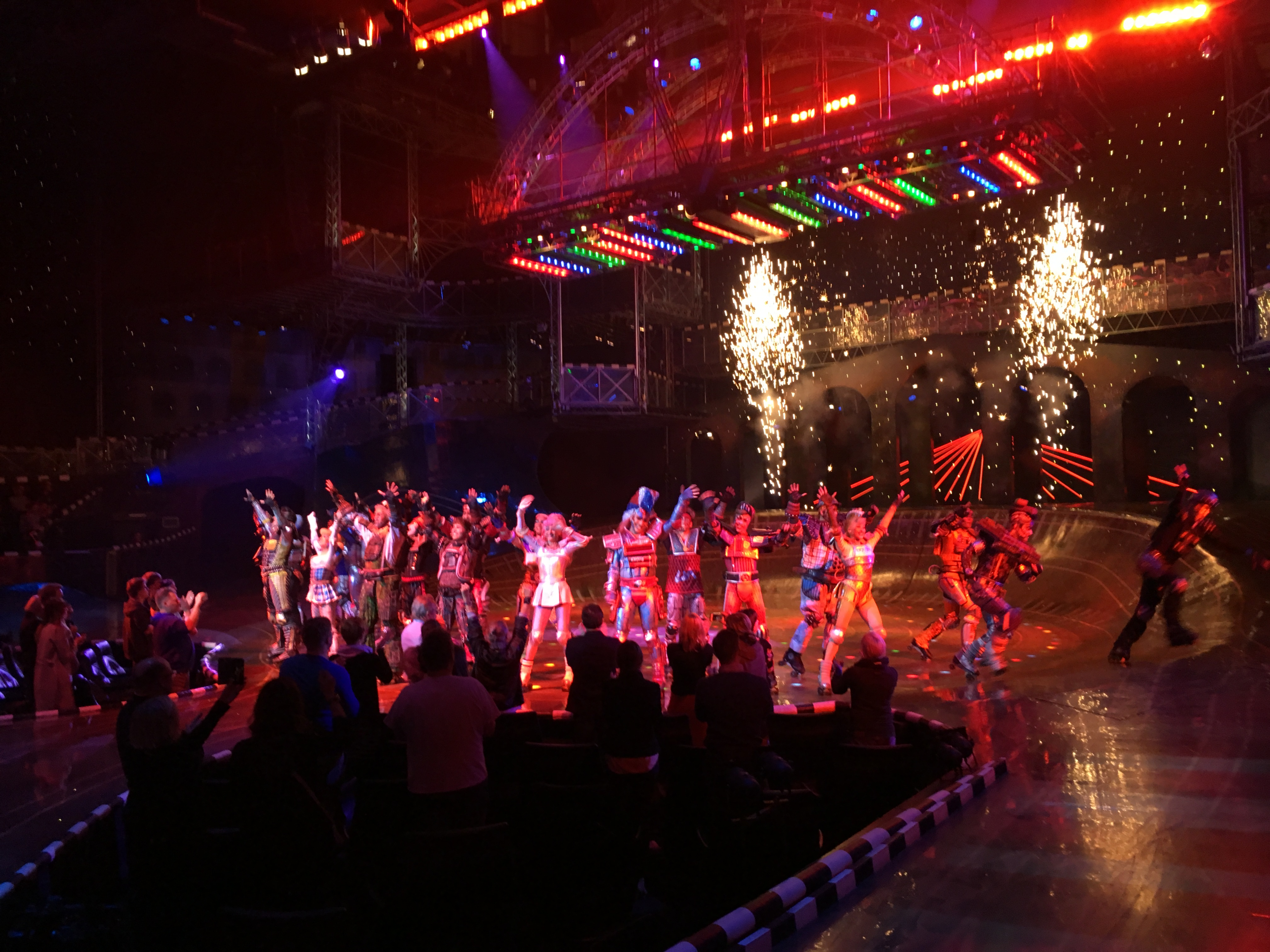
A Starlight Express musical egy részlete

A musical (IPA: [ˈmjuːzɪkl]) a zenés szórakoztató színház amerikai műfaja, a New York-i Broadway színházainak jellegzetes terméke.
Olyan színpadi műfaj, amely a színházművészeten belül a zenés színház modernebb darabjait foglalja magába; olyan színházművészeti ág, amely egyesíti magában a zene, a tánc és a színházi dramatikus elemeket. Kifejezetten szabad műfaj, az alkotók által formálható, nincsenek megdönthetetlen formai vagy műfaji szabályai. A musical szónak nincs magyar nyelvű megfelelője.
Számos társművészettel bír, ilyen például a táncművészet, a képzőművészet, valamint a zene.

## A műfaj kialakulása
Zenés színpadi műfaj az ókor óta létezik, a musical őse viszont a daljáték és az operett. Az átmenet a komolyzene és a könnyűzene közt a dzsesszoperett.
Fiatal műfaj, nagyjából a 19. és 20. század fordulóján, az amerikai zenés színházi kultúra létrejöttekor vált önállóvá. A Broadway és a musical fogalma mára összekapcsolódott.

## Jellemzése
A musicalt gyakran a modern kor operájának nevezik. Ez a meghatározás azonban nem alkalmas minden zenés színházi darab definiálására, ugyanis vannak úgynevezett zenés darabok, és külön a musicalek. A különbség a zenei szerkezet formájában rejlik. Míg a „zenés darab” pusztán azt jelenti, hogy a darabban van néhány zenés betét, dal, különösebb zenei-szerkesztési összefüggés nélkül (tehát ezek a zenei elemek önállóak, ismétlés nélkül, vagy csak kevés ismétlődéssel), az „igazi” musicalben az operához hasonlóan nincs prózai rész, vagy csak nagyon elenyésző, elhanyagolható. A másik struktúrabeli elem az, hogy szintén az operához hasonlóan a zene szerkesztve van, operaszerűen, tehát témák, ciklusok követik egymást, ismétlődnek, és így a zenének önmagán túl, szerkezetileg is üzenete van.
Több mérföldköve is volt fejlődésének: először a Broadwayen bemutatott dzsesszoperettek, dzsesszmusicalek sikere emelte az égbe a szerzőket és az – akkor már így nevezhető – sztárokat. Cole Porter, Irving Berlin Amerika sztárjai voltak.
És bár ízig-vérig amerikai műfajról beszélünk, azért meg kell említeni, hogy a Broadwayt (a legendás 42. utca, amiről musical is készült), ahogy Hollywoodot is, a Kelet-Európából bevándorolt, főként zsidó származású producerek tették naggyá. Sok zeneszerző is erről a területről érkezett.
Gershwin megalkotta az első és igazi dzsesszmusicaleket, amelyeket dzsesszoperának is szoktak nevezni. Ilyen például a Porgy és Bess (1935).
Leonard Bernstein és Stephen Sondheim West Side Story-ja (1957) újabb nagy dobása volt műfajnak: az akkor még eszeveszetten modernnek számító, vad, táncos- énekes darab épp úgy keltett visszatetszést, mint hatalmas sikert. Ma már ez számít az első igazán modern musicalnek.
Ezek után következett Galt MacDermot kortársakra döbbenetes hatású műve, a Hair (1969), az első musical, mely szinte kizárólag beat- és rockzenére épül, s mely hamar kultusszá lett. A rockmusicalek közül mind igényességben, mind népszerűségben csak az 1971-es Godspell (Stephen Schwartz), az ugyanazon évben bemutatott Jézus Krisztus szupersztár (Webber, ld. lejjebb), a valamivel könnyedebb Grease (1972) és az utolsó klasszikus rockmusicalnek tekintett The Wiz (1975) mérhető hozzá.
Ezzel párhuzamosan a John Kander – Fred Ebb szerzőpáros hatalmas sikerre vitte a Kabarét (1966), mely valamiféle furcsa, szimbiotikus összefüggésben van Lisa Minellivel, aki a korszak és a műfaj ikonja lett. Kevesen tudják, hogy az ő alkotásuk a Chicago (1975) is, amelyet a Cabaret után rögtön nem mertek bemutatni, attól félve, hogy a Cabaret világsikere elnyomja a Chicagot. Mindkét darabot Bob Fossey rendező-koreográfus vitte sikerre.
1975-ben mutatták be minden idők talán legjobb és kétségkívül leghíresebb musicaljét, Marvin Hamlish és Edward Kleban művét, a színészek és táncosok által legnehezebbnek, s talán éppen ezért nem csak a közönség, de a szakmabeliek által is legtöbbre tartott A Chorus Line-t (Tánckar), melynek legendás fináléja, a "One" a műfaj és a szakma jelképévé vált. A Chorus Line kilenc Tony-díjat nyert, többek között a legjobb musical, rendezés, zene és szövegkönyv díját; 1983. szeptember 29-én pedig, mikor a darab a Broadway leghosszabb ideig játszott show-ja lett, a zenés színház történetének egyik legünnepeltebb előadásán, a darab zárójelenetében 338 táncos mozgott egyszerre a Shubert Theater színpadán.
A Chours Line rendezője és koreográfusa, Michael Bennett 1981-ben ismét hatalmas sikert ért el a Dreamgirls színrevitelével.
Andrew Lloyd Webber Evitája (1976) zseniálisan ötvözte a modern zenét a klasszikussal és a latinnal. Szintén korszakalkotónak mondható a Jézus Krisztus szupersztár, amit először be akart tiltani a Vatikán, mert istenkáromlásnak érezték Jézus életének utolsó szakaszát rockmusicalben bemutatni. Azonban röviddel ezután rájöttek, hogy nem is rossz „propaganda” ez a katolikus egyháznak. A Macskák (1981) pedig már egy modern jövőre nyit modern hangszerelésével és újfajta – azóta se utánzott – szerkesztésével. Csak a szintén Webber mű, Az Operaház Fantomja (1986) tudta "lenyomni", 2006 óta ez a valaha leghosszabb ideig játszott darab a Broadwayn, a maga csekély 20 évével.
A nyolcvanas években alkotott a Boublil-Schönberg páros, akik azóta is egyikei a legkomolyabban vehető műfajteremtő szerzőknek. A nyomorultak (1980) és a Miss Saigon (1989) iskolapéldája annak, hogyan kell kiegyensúlyozottan és ízlésesen szinte új műfajt teremteni.
A Fame (Hírnév) ajtót nyitott az igazán modern zenei műfajoknak a színházba való integrálására, azonban ezek popularitása elég veszélyes a műfajra.
A kilencvenes években a Rent (1996) újabb mérföldkő volt: ez a darab bebizonyította, hogy egy modern hangzású darab nagyon is foglalkozhat komoly, sorsfordító dolgokkal, tárgyalhat valós emberi problémákat.
Szintén a kilencvenes években indult el a pop-musical, amely azóta is sokat vitatott a műfajon belül. Bár ezek a darabok zeneileg nem mondhatók különösebben bonyolultnak vagy speciálisnak, s gyakran egy zenés darab szintjén tagolják a művet, mégis sikerült megismételni velük a musical minden eddigi korszakának első nagy közönségsikereit.
Más részről pedig leginkább a műfaj ezen ága problémás szórakoztatóipari szempontból. A mai napig állandó vita folyik arról, hogy a színháznak szórakoztatnia, vagy inkább láttatnia, nevelnie kell. Azonban a pop-musicalek iszonyatos bevételeket, közönségsikereket hoznak, tehát a színházaknak alapvető érdeke, hogy játsszanak ilyeneket. Még akkor is, ha mások – esetleg a saját szakembereik is – a musical műfaj súlyos válságát látják benne: attól félnek, hogy a konstruktív, önálló musical, mint műfaj eltűnik, s helyette csak a közönség igényeit kielégítő, látványos, ám semmitmondó show-k maradnak a színpadon. Viszont a pop-musical még elég fiatal műfaj, így mégsem lehet előre megmondani, hogy néhány év múlva mivé alakul.
A zenés színház világában egyre erősödően van jelen a művészet és az üzlet közti érdekfeszültség. Ez komolyan beleszól a musical világába, fejlődésébe.

## A musical mint műfaj
A musical nem zenei, hanem formai műfaj. Vannak olyan szerzők, akik a sajátos formai-zenei struktúrával lassan külön zenei világot alakítanak ki, amely se nem komolyzene, se nem könnyűzene, hanem leginkább valamilyen modern zene klasszikus hangszerelése szimfonikus zenekarra; de mivel ez a világ ezernyi szerzője közt ez egyáltalán nem egységes, nem nevezhetjük műfajnak. Vannak modern hangzású, popzenére hasonlító darabok, és vannak klasszikus hangzású, "inkább, de mégsem" komolyzenei darabok.
Kidolgozásuk és specifikusságuk miatt leginkább ezeket a darabokat lehet műfajteremtőnek nevezni Nyomorultak című műve a legalkalmasabb arra, hogy elgondolkodjunk azon, vajon a musical önálló zenei műfajjá nőtte-e ki magát. Bár nem mondható modernnek a hangzás, mégis, aki ért a zenéhez, nem tudja hova besorolni a darab zenei világát. A pop-rock musicalekkel szemben tehát ez az az ág, ami zeneileg jóval önállóbb, konstruktívabb.

## Műfaji és formai sajátosságok
A musical formai műfaj. Bár ebben nincsenek megkötések, mint például az operettben, ahol a szerepkarakterek külön kategóriákat állítanak fel (például szubrett, bonviván), mégis vannak többnyire általánosnak mondható szerepkörök. Azonban léteznek olyan operai szerkezetű, klasszikus hangszerelésű musicalek, amelyek elgondolkodtatóan saját zenei világgal rendelkeznek.

## Híres musicalek
- Hair
- Kabaré
- Hegedűs a háztetőn
- Macskák
- Az operaház fantomja
- Mamma Miaǃ
- Vámpírok bálja
- West side story
- We will rock you
- Sakk
- Chicago
- My fair lady
- Jézus Krisztus Szupersztár
- Oliver
- Evita
- Jekyll & Hyde
- A muzsika hangja
- Mary Poppins
- Elisabeth

## A musical Magyarországon

### Ismert musicalszínészek
- Ábrahám Gabi
- Bálint Ádám
- Bereczki Zoltán
- Böhm György
- Bot Gábor
- Csengeri Attila
- Csengeri Ottilia
- Csonka András
- Csuha Lajos
- Dolhai Attila
- Fehér Adrienn
- Feke Pál
- Forgács Péter
- Földes Tamás
- Füredi Nikolett
- Gallusz Nikolett
- Homonnay Zsolt
- Janza Kata
- Jantyik Csaba
- Kalapács József
- Kalocsai Zsuzsa
- Kaszás Attila
- Kerényi Miklós Máté
- Keresztes Ildikó
- Koós Réka
- Kósa Zsolt
- Laklóth Aladár
- Lippai László
- Mahó Andrea
- Makrai Pál
- Malek Andrea
- Mester Tamás
- Mészáros Árpád Zsolt
- Mikó István
- Miller Zoltán
- Náray Erika
- Németh Attila
- Novák Péter
- Nyári Szilvia
- Oláh Tibor
- Papadimitriu Athina
- Peller Anna
- Polyák Lilla
- Serbán Attila
- Szabó P. Szilveszter
- Szemenyei János
- Szinetár Dóra
- Szolnoki Tibor
- Szomor György
- Szulák Andrea
- Vágó Bernadett
- Vágó Zsuzsi
- Varga Miklós
- Vikidál Gyula
- Wunderlich József
- Xantus Barbara